# 黒崎純也
黒崎 純也（くろさき じゅんや、1987年1月6日 - ）は、日本の俳優。栃木県出身。ベルジネ・タレント・エージェンシー所属。身長174cm。血液型O型。

## 人物・来歴
19歳から3年間、新聞奨学生として3畳一間の寮生活をしながら演技の勉強を続け、ウンノヨウジ監督作品の純愛ホラー映画、死んで、呪って、恋して。（2014年）の一色健太 役でメインを務め注目を集める。

## 出演

### 映画
- 図書館戦争（2013年） - デモ隊 役
- フェイク・フェイス（2013年） - 捜査員 役
- ポラリスの丘（2014年） - 真幸 役
- イン・ザ・ヒーロー（2014年） - 忍者 役
- 死んで、呪って、恋して。（2014年） - 一色健太 役
- テラフォーマーズ（2015年） - 自警団 役

### テレビ
- 行列のできる法律相談所（2011年） - 田山涼成 役
- 行列の㊙トリック衝撃のタネ明かし（2011年） - 山崎純二 役
- 新・牡丹と薔薇（2015年） - ヨット部員役
- 真夜中の百貨店～シークレットルームへようこそ～第39話（2016年） - ゲスト
- 総合診療医ドクターG（2016年） - 佐藤先生 役
- 私を離さないで（2016年） - 提供者 役
- 刑事ゆがみ（2016年） - 編集者 役
- NHK逆転人生　逆転裁判！中国のカリスマ日本語教師 涙の青春スピーチ」(2019)  - 候 役
- NHK逆転人生　逆転裁判！警察のウソを暴け（2019年） - 今泉弁護士 役

### CM
- BOSE 海外CM（2012年）
- はたちの献血 TVCM「HERO」篇（2012年）
- HOPE～期待ゼロの新入社員～ティザー広告説教編（2012年） - 上司役
- 株式会社ポーラリクルート編（2012年） - 同僚役
- プジョー結婚式編（2012年） - 友人役
- Z会 WebCM「小学生コース」筆跡ハーモニー編 - 父親役

### MV
- Amelie 月の裏まで （2019年）- 新郎役

### ＷＥＢ
- 東京カレンダー「梅雨の訪問者」（2019年）- AD役
- 東京カレンダー「まだ終わらない女」（2019年）- AD役
- 東京カレンダー「幸せへ続く道」（2019年）- AD役
- あしたのSHOW（2020年） - 司会

### その他
- 日本自動車整備振興会連合定期点検整備啓発映像「教えて☆てんけんくん」 - 夢見正志 役